# Konsul-Smidt-Straße

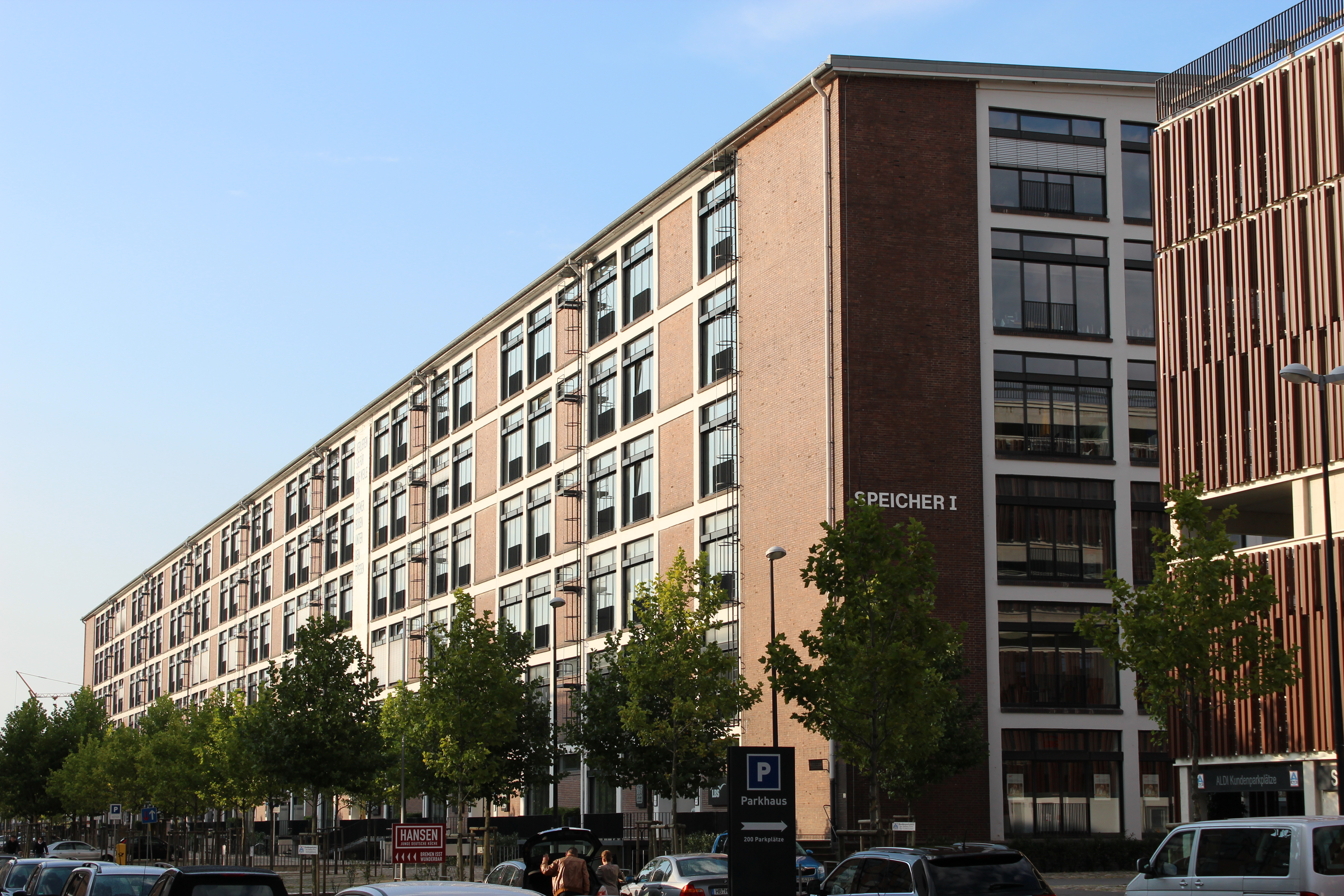
Speicher I

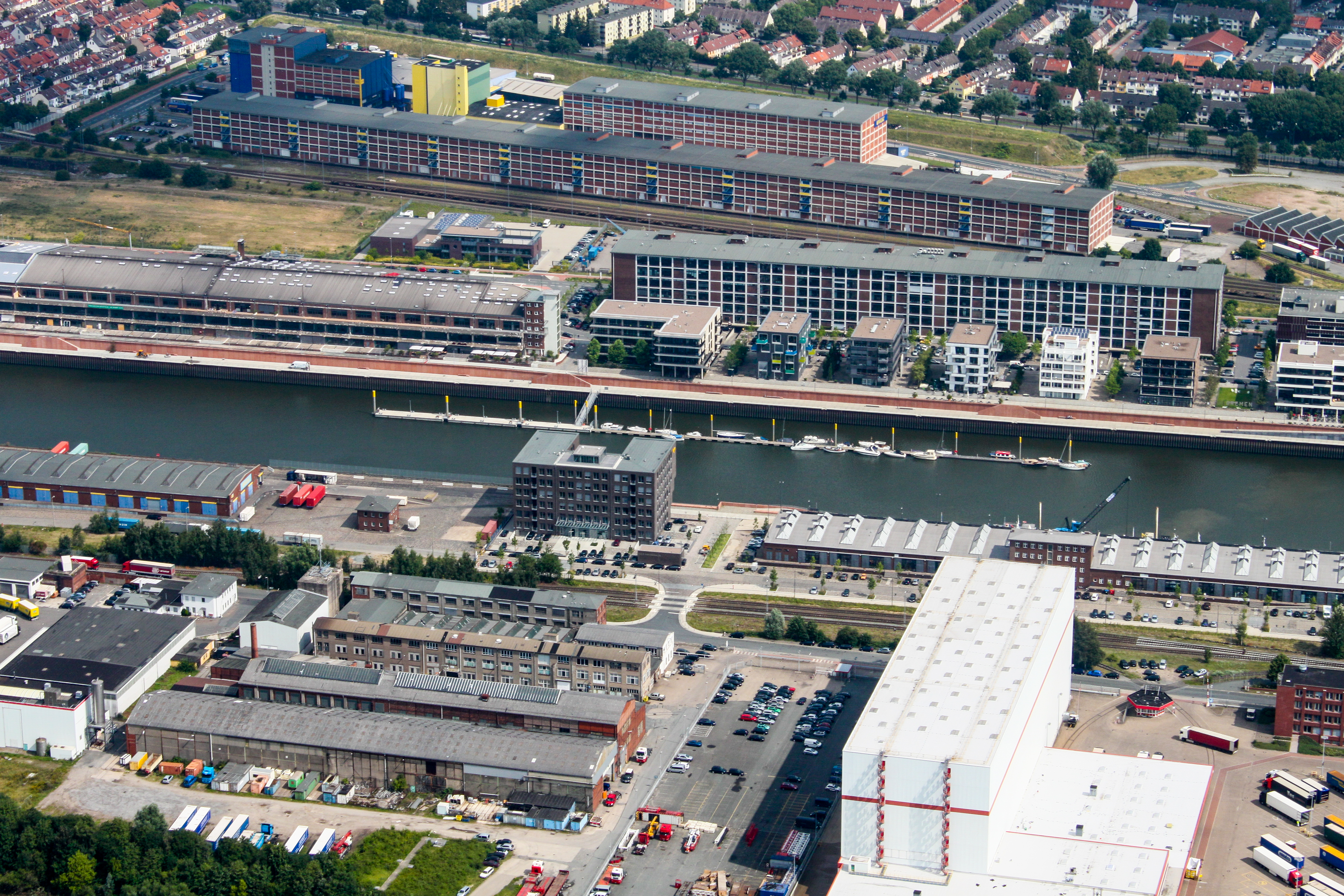
Europahafen, dahinter rechts Wohn- und Geschäftshäuser und Speicher I, links Schuppen 1

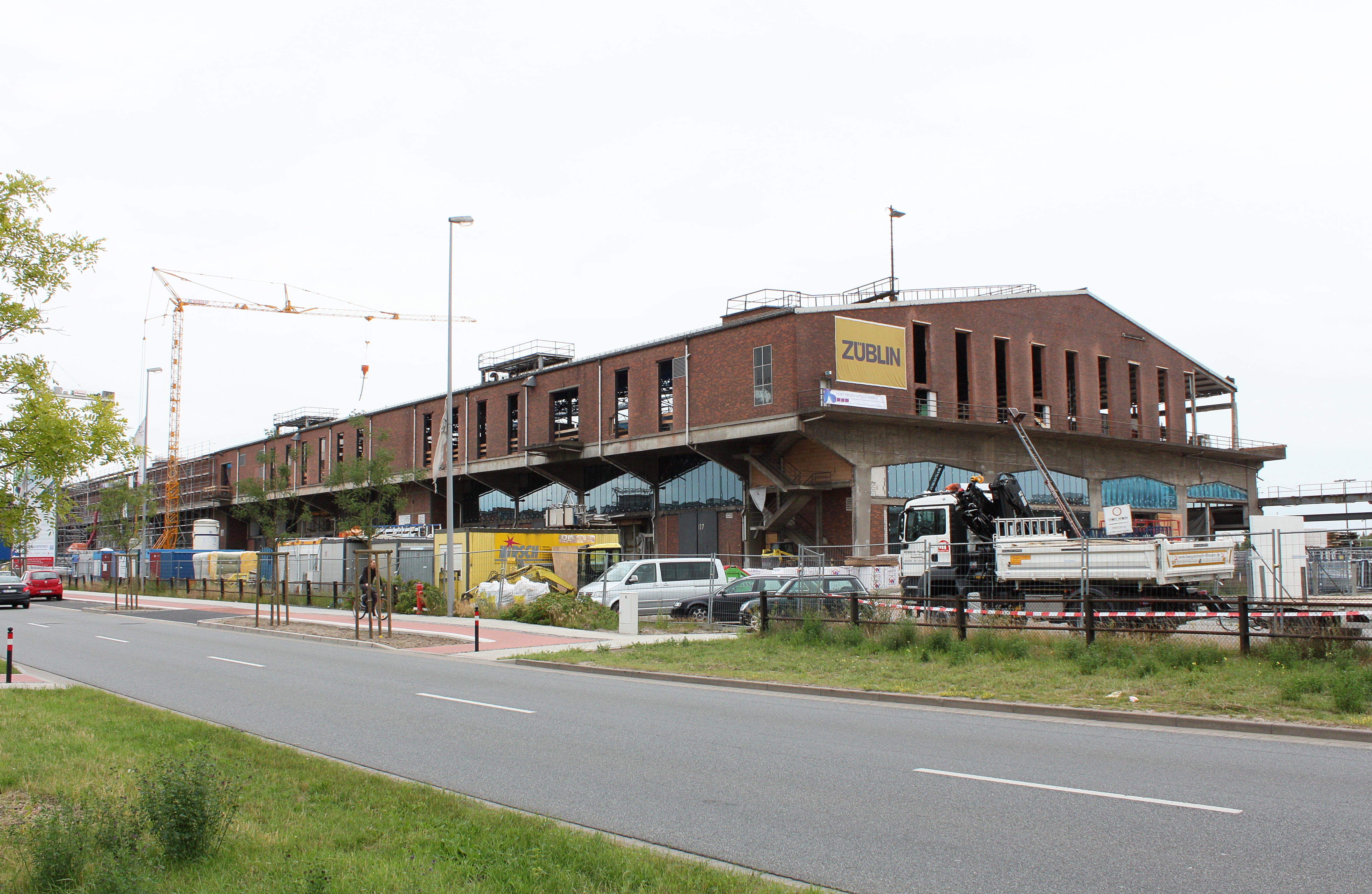
Schuppen 1

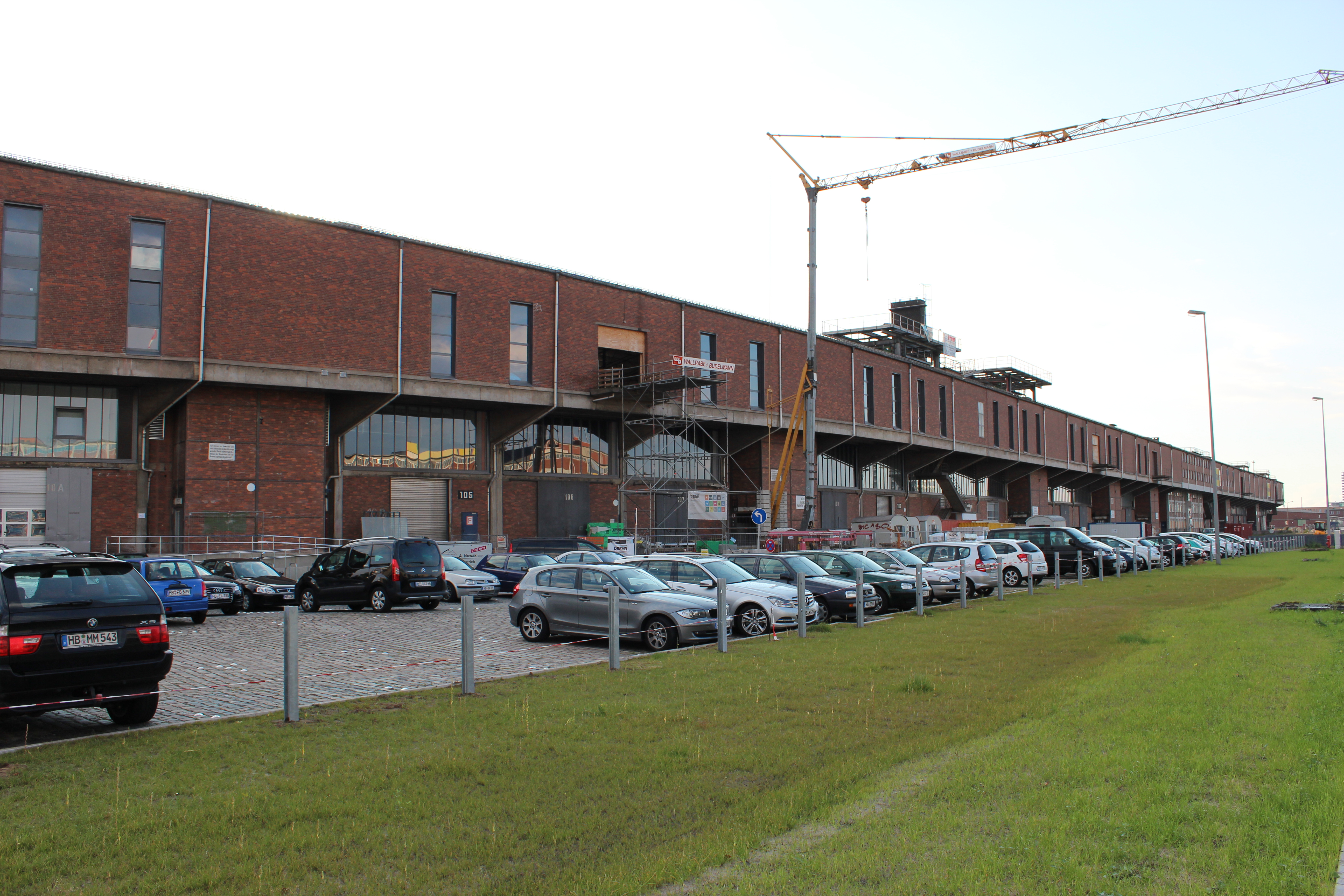
Schuppen 1, Teil 2

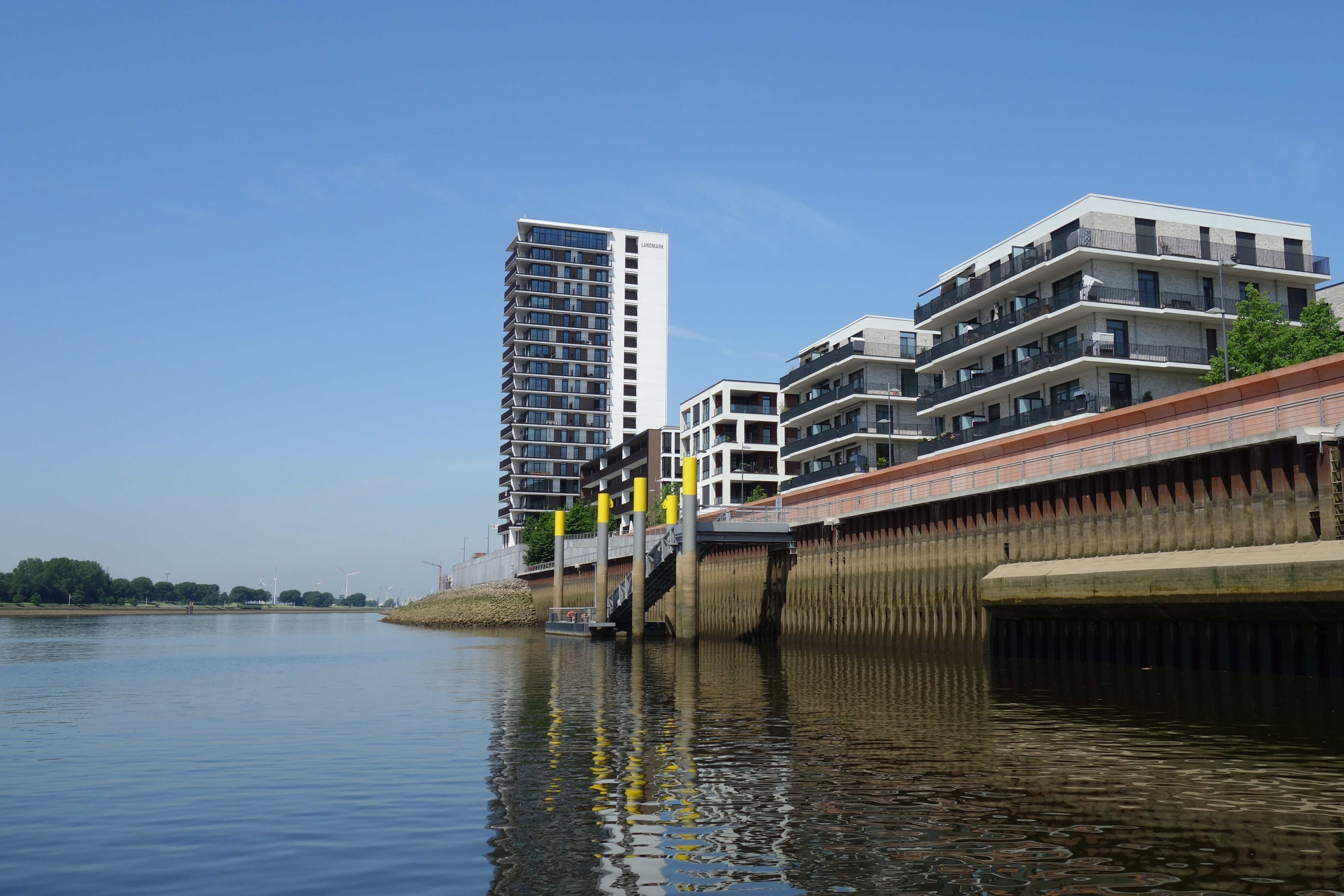
Landmark-Tower

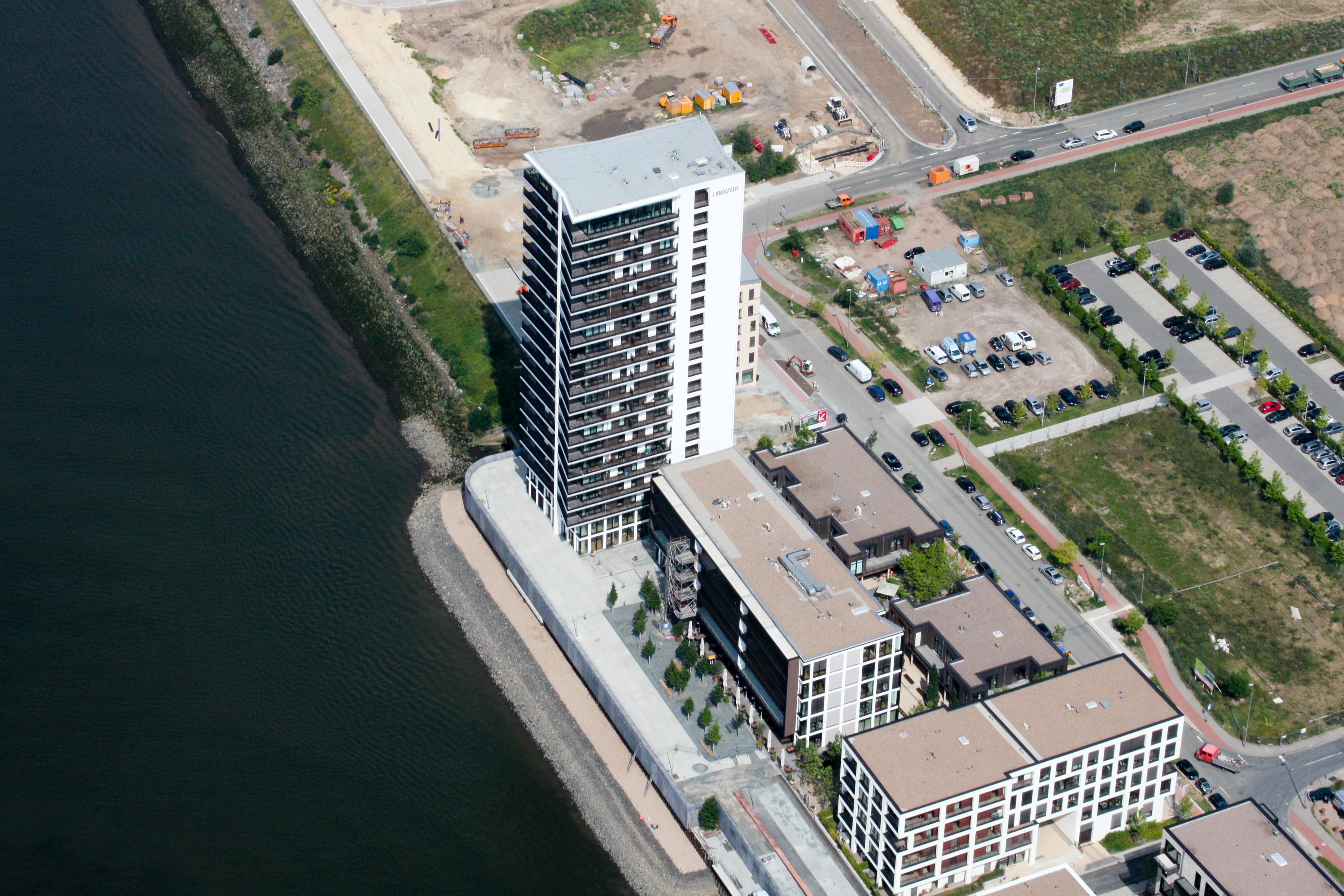
Landmark-Tower und Wohn- /Geschäftshäuser

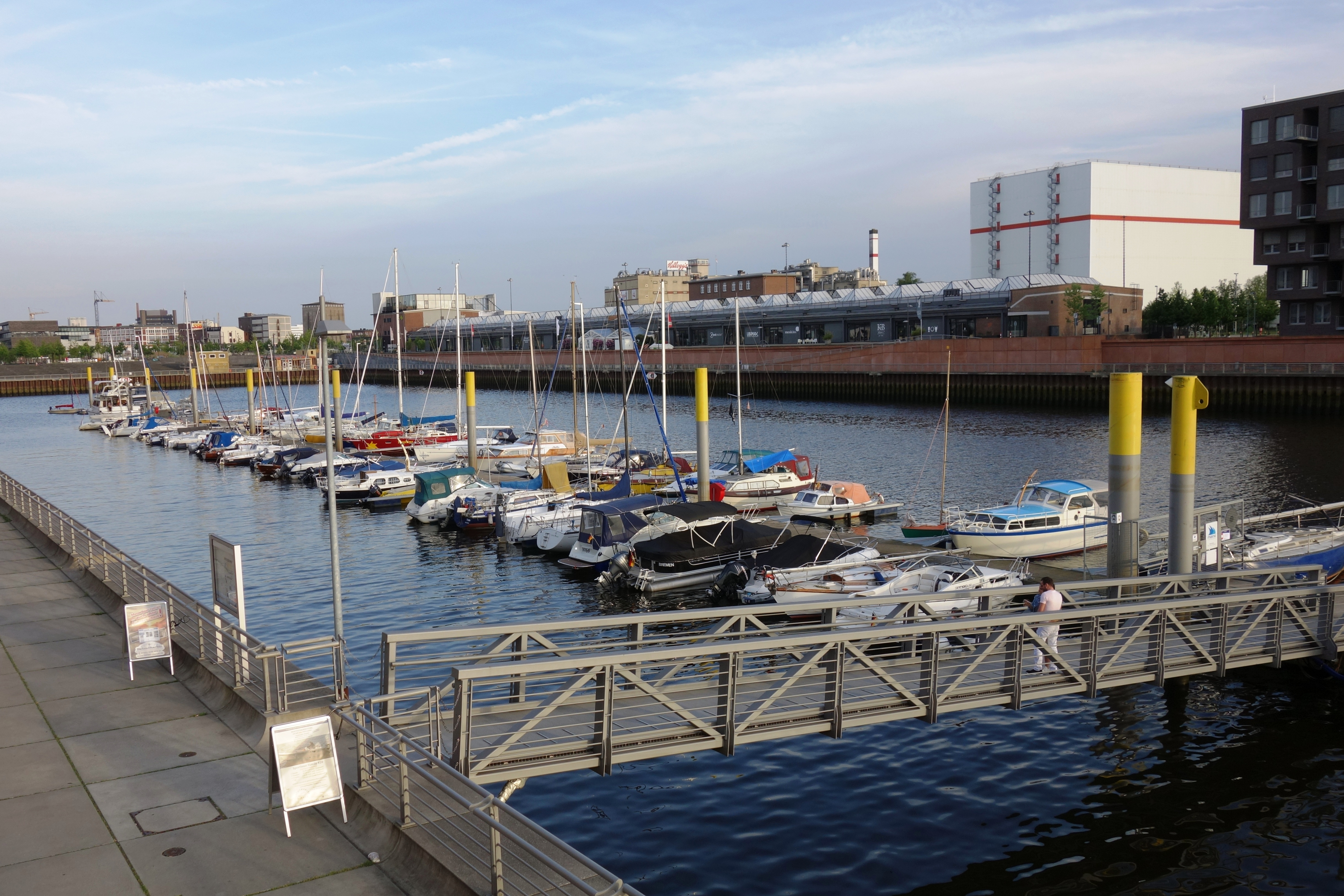
Schwimmsteg und Marina Europahafen

Die Konsul-Smidt-Straße ist eine Straße im Bremer Stadtteil Walle, Ortsteil Überseestadt. Sie führt in Süd-Nord-Richtung über einen Kilometer vom Übergang der Straßen Auf der Muggenburg und Hansator bis zur Straße Am Winterhafen, dem Kommodore-Johnsen-Boulevard und dem Überseepark.
Sie gliedert sich in die Teilbereiche
- Hansator und Speicher I; die Straße trägt beidseitig vom Speicher I den gleichen Namen.
- Vom Speicher I bis Am Winterhafen.

Die Querstraßen wurden benannt als Hansator nach der Hanse, einer Vereinigung als Kaufmannshanse und dann als Städtehanse an der Ost- und Nordsee, zu der Bremen seit 1260 mit Unterbrechungen gehörte, Überseetor (2002) nach dem Überseehafen, der hier von 1906 bis 1998 bestand, Marcuskaje (2002) nach einer ehemaligen Kaje am Überseehafen und nach dem Bremer Bürgermeister Victor Marcus, Silbermannstraße (2002) nach dem jüdischen Kaufmanns-Ehepaar Silbermann aus Walle, Am Winterhafen (2002) nach einem ehemaligen Hafenbecken; ansonsten siehe beim Link zu den Straßen.

## Geschichte

### Name
Die Konsul-Smidt-Straße 1927 wurde nach dem Kaufmann und Mitglied der Bremischen Bürgerschaft und Johann Smidt (1839–1910). Er gründete in Kalkutta (Indien) eine Im- und Exportfirma und hatte am Ausbau der Häfen und der Vertiefung der Weser großen Anteil.

### Entwicklung
Mit dem Bau des Europahafens als Freihafen nach 1888 im Gebiet der Bremer Häfen entwickelte sich das Gebiet an der Weser. 1906 kam der Überseehafen hinzu. 1910 wurde nördlich dieser Hafenbecken der Komplex der Industriehäfen eröffnet.
Während des Zweiten Weltkrieges wurden 1943/44 die Häfen großflächig zerstört. Der Hafenbetrieb wurde danach wieder auf- und ausgebaut.
1998 wurde das Hafenbecken des Überseehafens zugeschüttet. 2000 beschloss Bremen die Entwicklungskonzeption zur Umstrukturierung der Alten Hafenreviere in Bremen; es folgten Bebauungspläne für die Quartiere.
Aufgrund der geänderten Nutzung der Häfen wurde 2009 der frühere Ortsteil Handelshäfen aus dem Stadtteil Häfen ausgegliedert und als Ortsteil Überseestadt in den Stadtteil Walle eingegliedert. 2007 wurde ein Bebauungsplan beschlossen, wodurch im Nordwesten der Überseestadt, im Quartier Überseepark, Wohn-, Geschäfts- und Bürogebäude entstehen sollen, die von den angrenzenden Gewerbegebieten durch einen schmalen Grünstreifen getrennt werden. In der Überseestadt siedelten sich zahlreiche Dienstleistungsunternehmen in den teils sanierten, teils neu gebauten Gebäuden an.

### Verkehr
In der Überseestadt wurden nach 2000 zahlreiche Straßen saniert, verlegt oder neu angelegt. Die Innenstadt wurde in diesem Bereich angeschlossen durch die Straße Am Wall, südlich über die Straße Auf der Muggenburg und das Hansator und nördlich über die Doventorscontrescarpe, Hans-Böckler-Straße und das Hansator. Die Konsul-Smidt-Straße wird dabei von vier Linien der Straßenbahn Bremen befahren, bzw. über die gleichnamige Haltestelle angefahren. Hierbei handelt es sich um die Straßenbahnlinien 3 und 5 sowie den Buslinien 20, 26 und 28.

## Gebäude und Anlagen
An der Straße befinden sich u. a. vier- bis siebengeschossige Wohnhäuser, die Speicher sowie zwei Hochhäuser.
Bremer Baudenkmale
- Nr. 8 B–J: Siebengeschossiger, 226 Meter langer und 30 Meter breiter Speicher I von 1950 mit einer Lagerfläche von 36.000 m² nach Plänen der Architekten Max Säume und Günther Hafemann (Bremen) als erster Speicherneubau nach dem Krieg; der Speicher von 1888 wurde 1943/44 zerstört.[2] 2006 erfolgte der Umbau nach Plänen der Architekten Hilmes und Lamprecht (Bremen) zur Nutzung für Läden, Bürozwecke, Dienstleister, Lager und einer Gaststätte sowie Sitz des Handelsunternehmens für Wein und Spirituosen Joh. Eggers Sohn.
- Nr. 10–26: 2-gesch. Schuppen 1, früher Hafenspeicher von 1959 am Europahafen für den Stückgutumschlag nach Plänen von Oberbaurat Helmut Jung mit einer Nutzfläche von 36.570 m² und einer Länge von 405 Metern; danach u. a. Zentrum für Automobilkultur, Dienstleisterbetriebe und Restaurants.[3]
  - Nr. 10–18: Umbau von 2012 nach Plänen von Kastens und Siemann
  - Nr. 20–26: Umbau von 2007 nach Plänen von Westphal und Dambeck, Bremen, BDA-Preis 2014

Erwähnenswerte Gebäude und Anlagen
- Marina Europahafen als öffentlicher Sportboothafen von 2011/12
- Nr. 90: 20-geschossiger, 70 Meter hoher Landmark-Tower als Wohnhochhaus mit Club-Gaststätte im obersten Geschoss von 2010 nach Plänen von Hilmes und Lamprecht